# Guthrie Govan
Guthrie Govan (ur. 27 grudnia 1971 w Chelmsford, Essex) – angielski muzyk i kompozytor, gitarzysta, a także publicysta i pedagog. Guthrie Govan znany jest przede wszystkim z występów w zespole muzyki rockowej Asia, którego był członkiem w latach 2001–2006. Od 2006 roku gra w zespole prog-rockowym GPS. Natomiast od 2011 roku współtworzy trio jazzrockowe The Aristocrats. Współpracuje również z kompozytorem Hansem Zimmerem, oraz z gitarzystą i wokalistą Stevenem Wilsonem.
Jest wykładowcą w British and Irish Modern Music Institute, wcześniej wykładał w Thames Valley University. Publikuje ponadto na łamach czasopisma Guitar Techniques.

## Publikacje
- Guthrie Govan, Creative Guitar 1: Cutting-Edge Techniques, 2006, Music Sales America, ISBN 978-1860744624
- Guthrie Govan, Creative Guitar 2: Advanced Techniques, 2006, Music Sales America, ISBN 978-1860744679

## Dyskografia
Albumy solowe
- Erotic Cakes (2006, Cornford Records)[5]

Inne
- Dizzee Rascal – Tongue N'Cheek (2009, Dirtee Stank Recordings, sesyjnie)[6]
- Steven Wilson – The Raven That Refused to Sing (And Other Stories) (2013, Kscope Music)[7]
- Michael Angelo Batio – Intermezzo (2013, M.A.C.E. Music, gościnnie)[8]
- Steven Wilson – Hand. Cannot. Erase. (2015, Kscope Music)[9]